# Can Cangök
Can Cangök (* 18. Februar 1960 in Balıkesir; † 11. Mai 2024) war ein türkischer Fußballspieler und -trainer.

## Spielerkarriere
Cangök begann mit dem Vereinsfußball 1974 in der Nachwuchsabteilung von Balıkesirspor, dem erfolgreichsten Fußballverein seiner Heimatstadt Balıkesir. Hier spielte er bis zum Jahr 1977 und zog dann mit Balıkesir Esnaf SK zu einem anderen Ortsverein Balıkesirs weiter. Ein Jahr später kehrte er zum Zweitligisten Balıkesirspor zurück und startete hier seine Profikarriere. Bei diesem Verein spielte er bis zum Sommer 1986 und wechselte danach, nachdem der Klub den Klassenerhalt in der 2. Futbol Ligi verspielte und in die 3. Futbol Ligi abstieg, zum Erstligisten Rizespor. Bei diesem Schwarzmeervertreter erkämpfte er sich in seiner ersten Saison phasenweise einen Stammplatz und absolvierte insgesamt 26 Pflichtspieleinsätzen. Nachdem er in seiner zweiten Spielzeit, der Saison 1987/88, diesen Stammplatz verspielte und mit sieben Pflichtspieleinsätzen einen Reservistendasein fristete, kehrte er im Sommer 1988 zu Balıkesirspor zurück. Mit diesem Verein erreichte er in der Drittligasaison 1991/92 die Meisterschaft und damit die Rückkehr in die 2. Futbol Ligi. Nach einer Zweitligasaison bei Balıkesirspor, beendete er im Sommer 1993 seine Spielerlaufbahn.

## Trainerkarriere
Cangöks erste belegte Trainertätigkeit ist die der als Nachwuchstrainer bei Balıkesirspor aus dem Jahr 1997. Im Februar 1998 übernahm er den damals in der 2 türkischen Liga spielenden Klub als Cheftrainer interimsweise und betreute ihn erst bis zum Saisonende. Zur nächsten Saison wurde sein Vertrag verlängert. So betreute Cangök den Klub bis zum September 1998. Ein Jahr nach diesem Abschied kehrte er als Co-Trainer zu seinem Verein zurück. Nachdem im November 1999 der Verein sich vom Cheftrainer trennte, übernahm Cangök den Verein zum dritten Mal als Cheftrainer und trainierte diesen bis zum Saisonende.
Im Oktober 2000 übernahm Cangök den Viertligisten Akhisar Belediyespor und trainierte ihn etwa drei Spielzeiten lang. Nachdem seine Tätigkeiten als Trainer von 2003 bis 2007 unbelegt geblieben waren, übernahm er 2007 Erdek Belediyespor. Im September 2008 kehrte er als Nachwuchstrainer nach Jahren wieder zu Balıkesirspor zurück. Bei diesem Verein wurde er bereits im November 2008 zum Cheftrainer befördert, nachdem Cangöks den Verein verlassen hatte. Im Januar 2009 verließ er den Verein, kehrte aber bereits im Oktober 2009 Nachwuchstrainer wieder zurück und wirkte hier bis zum Sommer 2010.
Nachdem er von 2014 bis 2016 bei Erdekspor als Nachwuchstrainer gewirkt hatte, kehrte er im Februar 2016 wieder zu Balıkesirspor zurück. Im Oktober 2016 wurde er bei diesem Verein erneut als Cheftrainer eingestellt. Im Dezember 2017 kehrte er zu seiner Tätigkeit in der Nachwuchsabteilung zurück.

## Erfolge
Mit Balıkesirspor
- Meister der TFF 2. Lig und Aufstieg in die TFF 1. Lig: 1991/92